# Засуха в СССР (1972)
Засуха в СССР 1972 года — наблюдавшийся в июне-августе 1972 года комплекс неблагоприятных погодных условий в средней полосе европейской части России. Лето 1972 года было на всей европейской части России небывало жарким и засушливым, в некоторых районах областей центра России не выпало практически ни капли осадков. Эта засуха стала самой сильной за весь XX век.
Засуха 1972 года стала причиной сильных лесных и торфяных пожаров, тогда в РСФСР сгорело 6500 квадратных километров леса (примерно седьмая часть площади Московской области). В пожарах были человеческие жертвы, уничтожены деревни — только в Подмосковье огонь сжёг 19 деревень, при этом погибло 104 человека.
Несколько учёных заранее сообщали о предстоящей засухе, но их предупреждения были проигнорированы властями.

## Предпосылки засухи
Зима 1971—1972 годов была суровой и относительно малоснежной. Сильные морозы держались в Москве вплоть до середины марта. В итоге почва не смогла накопить большие количества запасов влаги.
Уже в мае-июне 1972 года начала наблюдаться почвенная засуха. Из-за засухи погибла яровая пшеница, ячмень, овёс. Озимые выстояли в отдельных местах, где был зимой достаточно большой снежный покров.
Некоторые учёные, в том числе астроном и метеоролог Анатолий Дьяков, предсказали засуху на основе наблюдения за Солнцем. Хотя до этого прогнозы Дьякова сбывались, его предупреждение осталось без внимания советского правительства.

## Июль и август 1972 года
Небывалая жара пришла в среднюю полосу России после формирования так называемого «блокирующего антициклона», что произошло в первой декаде июля. В это же время выпали последние осадки.
За лето 1972 года температура превысила +30 °C в Москве 26 раз, летом выпало всего 82 мм осадков, из них 62 мм — в июне. За июль и август выпало всего 20 мм осадков.
Засуха разразилась вскоре после прихода антициклона. Начались пожары торфяников и лесов, и Москву на длительный срок заволокло дымом. К тушению пожаров привлекли армию, но пожары уничтожали целые деревни.
Смог был настолько плотный, что с одного берега Москвы-реки нельзя было увидеть другой.
Засуха охватила огромную территорию — Поволжье, где зной достигал почти 40 °C, Урал, Казахстан, и в несколько меньшей степени — Северо-Запад России. Однако в Москве, вероятно из-за сильнейшего задымления, температура не достигала 35-градусной отметки, а по ночам иногда опускалась ниже +10 градусов.
Август 1972 года стал небывало тёплым и сухим на всей европейской территории страны и является одним из самых теплых для Москвы (средняя температура +20,6 °C, теплее только в 1938, 2010 и 2022), Харькова (средняя температура +23,9 °C) и ряда других городов. Июль 1972 года был самым тёплым до 2010 года в Ленинграде (Санкт-Петербурге) (средняя температура +22,1 °C).
Аномально сильная жара охватила также и юг России. Местами не выпало ни капли осадков.
Засуха постепенно продвигалась с южных районов России на север по мере распространения и усиления антициклона.

## Борьба со стихией
Из-за торфяных пожаров Москву заволокло смогом. В 1972 году в Московской области сгорело 6000 гектаров леса, и было зафиксировано более 3000 лесных и торфяных пожаров. Смог держался в Москве не менее месяца. Люди c трудом выходили из дома, нечем было дышать.
Критическая ситуация была с торфяными пожарами. Для тушения их были привлечены многочисленные части советской армии в нескольких военных округах, но ситуация была переломлена только 23 августа, когда блокирующий антициклон распался, а окончательно все пожары были потушены только к 10 сентября.
Для Советского Союза засуха стала настоящим бедствием. Были резко увеличены закупки зерна за границей, а в Баку впервые был открыт завод по производству кондиционеров. На закупку зерна были потрачены золотовалютные резервы — 486 тонн золота было продано за рубеж (≈22 млрд долларов по современной стоимости золота).
Для тушения огня было привлечено больше 30 тысяч добровольцев, включая работников колхозов и совхозов, городских жителей, милиционеров и 24 тысячи пожарных. Использовались землеройные машины (почти 15 тысяч самоходных землеройных машин) и более двух с половиной тысяч пожарных машин и насосных устройств, которые работали непрерывно по 14—20 часов в сутки. Объём воды, который выливали на очаги пожаров сверху и закачивали в горящие торфяники с помощью трубопроводов, составлял около 90 тысяч тонн в сутки.
Борьбу с огнём контролировало Политбюро ЦК КПСС, а возглавлял тушение министр обороны СССР маршал А. Гречко, который почти на два месяца поселился в подмосковной Шатуре, ставшей центром пожаров. Наиболее тяжёлая ситуация складывалась в Шатурском, Орехово-Зуевском, Егорьевском, Ногинском и Павлово-Посадском районах Московской области. Помимо Подмосковья, огонь бушевал в Тверской, Владимирской, Рязанской, Костромской, и в меньшей степени, в других областях РСФСР.

## Освещение в СМИ
Советские печать и телевидение уделяли относительно мало внимания засухе. Фотографии этого стихийного бедствия редко публиковались в газетах, на телевидении скупо освещали события, связанные с пожарами. Однако полностью информация о происходящем от населения не скрывалась. Иногда тиражировались отдельные случаи героического поведения при тушении пожаров (например, история с трактористом Анатолием Мерзловым).
Для тушения пожаров были организованы отряды добровольцев.
Масштабной пропаганды относительно медицинской стороны событий не велось, но рекомендации всё-таки были — не выходить без надобности на улицу, носить марлевую повязку и пить побольше жидкости.